# Bahía Latitud
Bahía Latitud är en vik i Chile.   Den ligger i regionen Región de Magallanes y de la Antártica Chilena, i den södra delen av landet, 2 200 km söder om huvudstaden Santiago de Chile.
I omgivningarna runt Bahía Latitud växer i huvudsak blandskog.